# Shiruko
Shiruko (japanisch 汁粉, auch Oshiruko お汁粉, mit dem japanischen Honorativpräfix O, „お“, seltener „御“) ist ein warm serviertes japanisches Süßspeisengericht in Suppenform. Dabei existieren davon zwei Arten: Suppe mit ganzen Bohnen und Suppe mit pürierten Bohnen (koshian, こし餡, kana こしあん). Letzteres wird in Westjapan auch Zenzai (善哉, kana ぜんざい) bzw. Koshian no zenzai (こしあんのぜんざい) genannt.
In der Regel wird die Süßspeise am Abend als Zwischenmahlzeit serviert. Besonders beliebt ist dieses ganzjährig gegessene Gericht in den Wintermonaten. Gegessen wird Shiruko entweder zu Hause oder in traditionellen kanmi dokoro genannten Teehäusern und bei mobilen Straßenhändlern. Heutzutage gibt es Shiruko auch als Fertiggericht zu kaufen.

## Geschichte
Die Adzukibohnen wurden schon sehr früh von China nach Japan eingeführt. Archäologische Ausgrabungen haben gezeigt, dass diese Bohnen schon vor 2000 Jahren in Japan konsumiert werden, allerdings erst ab etwa 1700 als Süßspeise. Dem aus dem Jahr 1852 stammenden Buch Morisada Mariko zufolge wurde Shiruko damals in Edo, Kyōto und Ōsaka zubereitet. Dies wird als Beweis dafür angesehen, dass Shiruko in ganz Japan Verbreitung fand.
Im Ursprungsland China kennt man eine ähnliche Speise namens Hongdou tang (chin. 紅豆湯 / 紅豆汤, dt.: „Adzukibohnensuppe“). Eine ähnliche Speise der koreanischen Küche heißt Patjuk (kor. 팥죽).

## Zutaten
Hauptbestandteile des Gerichts sind Adzukibohnen und gegrillte süße Mochi. Weitere Zutaten sind Zucker, Wasser und Salz.

## Anmerkung
- a) Genmai (玄米) ist die japanische Bezeichnung für den unpolierten Reis, auch als Naturreis oder Braunreis bekannt.